# 광시증
광시증(光視症)은 어둠에서 빛을 인식하는 증상이다. 이는 후유리체박리(posterior vitreous detachment), 조짐편두통(migraine with aura), 두통이 없이 전조만 있는 편두통(migraine aura without headache), 망막 박리 및 망막 이단(retinal break or detachment), 후두엽 경색(occipital lobe infarction), 감각 차단(sensory deprivation)과 관련이 있다.